# Peille
Ne doit pas être confondu avec Peil ou Peillon.
Peille (Pelha (classique et mistralienne) [pˈeja] dans le dialecte local) est une commune française située dans le département des Alpes-Maritimes, en région Provence-Alpes-Côte d'Azur.
Jusqu'en 1860, le nom officiel en italien était Peglia.

## Géographie

### Localisation
Le village de Peille est situé à 10 km de La Turbie, 19 km de Monaco et de Nice et 15 km de L'Escarène. Peille domine le bassin versant monégasque par la haute silhouette du mont Agel qui, du haut de ses 1 148 mètres, surveille et protège, depuis l'Antiquité, l'amphithéâtre escarpé qui s'étend jusqu'au port Hercule.

### Géologie et relief
Le village domine le ravin du Faquin. Dans le sud de la commune, le Gorbio prend source dans les préalpes de Nice à 1 080 mètres d'altitude.

### Climat
Pour des articles plus généraux, voir Climat de Provence-Alpes-Côte d'Azur et Climat des Alpes-Maritimes.
En 2010, le climat de la commune est de type climat méditerranéen altéré, selon une étude du Centre national de la recherche scientifique s'appuyant sur une série de données couvrant la période 1971-2000. En 2020, Météo-France publie une typologie des climats de la France métropolitaine dans laquelle la commune est exposée à un climat méditerranéen et est dans la région climatique  Var, Alpes-Maritimes, caractérisée par une pluviométrie abondante en automne et en hiver (250 à 300 mm en automne), un très bon ensoleillement en été (fraction d’insolation > 75 %), un hiver doux (8 °C) et peu de brouillards. 
Pour la période 1971-2000, la température annuelle moyenne est de 12,8 °C, avec une amplitude thermique annuelle de 15,2 °C. Le cumul annuel moyen de précipitations est de 978 mm, avec 5,6 jours de précipitations en janvier et 2,9 jours en juillet. Pour la période 1991-2020, la température moyenne annuelle observée sur la station météorologique installée sur la commune est de 10,8 °C et le cumul annuel moyen de précipitations est de 935,0 mm. 
La température maximale relevée sur cette station est de 35 °C, atteinte le 28 juin 2019 ; la température minimale est de −10,3 °C, atteinte le 27 février 2018,,. 
| Mois                                  | jan.            | fév.           | mars            | avril         | mai           | juin         | jui.          | août          | sep.            | oct.          | nov.            | déc.            | année      |
| ------------------------------------- | --------------- | -------------- | --------------- | ------------- | ------------- | ------------ | ------------- | ------------- | --------------- | ------------- | --------------- | --------------- | ---------- |
| Température minimale moyenne (°C)     | 0,9             | 0,7            | 3,1             | 5,3           | 9,2           | 13,1         | 15,7          | 15,9          | 11,9            | 8,4           | 4,5             | 1,9             | 7,6        |
| Température moyenne (°C)              | 3,8             | 3,7            | 6,3             | 8,7           | 12,8          | 16,8         | 19,5          | 19,6          | 15,3            | 11,5          | 7,2             | 4,6             | 10,8       |
| Température maximale moyenne (°C)     | 6,6             | 6,8            | 9,6             | 12,1          | 16,3          | 20,5         | 23,2          | 23,3          | 18,7            | 14,5          | 10              | 7,3             | 14,1       |
| Record de froid (°C) date du record   | −7,9 31.01.1999 | −10,3 27.02.18 | −9,6 01.03.05   | −4,9 08.04.03 | −0,1 05.05.19 | 4,7 01.06.06 | 7,8 12.07.00  | 8,6 31.08.12  | 3,1 18.09.1994  | −1,5 28.10.12 | −7,4 23.11.1988 | −9 29.12.1996   | −10,3 2018 |
| Record de chaleur (°C) date du record | 19,8 19.01.07   | 19,8 03.02.20  | 23,4 25.03.1989 | 23,6 10.04.11 | 27,1 24.05.09 | 35 28.06.19  | 30,8 25.07.19 | 32,9 24.08.23 | 27,5 06.09.1988 | 24 01.10.23   | 21,9 10.11.15   | 18,8 13.12.1994 | 35 2019    |
| Précipitations (mm)                   | 87,9            | 61,6           | 63,2            | 85,5          | 58            | 36,9         | 19,4          | 25,5          | 90,5            | 137,2         | 158,6           | 110,7           | 935        |

| Diagramme climatique                                  |            |            |             |           |              |              |              |              |              |            |             |
| J                                                     | F          | M          | A           | M         | J            | J            | A            | S            | O            | N          | D           |
| 6,60,987,9                                            | 6,80,761,6 | 9,63,163,2 | 12,15,385,5 | 16,39,258 | 20,513,136,9 | 23,215,719,4 | 23,315,925,5 | 18,711,990,5 | 14,58,4137,2 | 104,5158,6 | 7,31,9110,7 |
| Moyennes : • Temp. maxi et mini °C • Précipitation mm |            |            |             |           |              |              |              |              |              |            |             |

Les paramètres climatiques de la commune ont été estimés pour le milieu du siècle (2041-2070) selon différents scénarios d'émission de gaz à effet de serre à partir des nouvelles projections climatiques de référence DRIAS-2020. Ils sont consultables sur un site dédié publié par Météo-France en novembre 2022.

### Hydrographie et eaux souterraines
Cours d'eau sur la commune ou à son aval :
- un des affluents au Paillon,
- ruisseaux de redebraus, de passes d'albéra, de l'erbossièra[8], d'eïra, d'yéga, de rivet, d'iscla, le farquin, de la launa,
- ravin de gazouil,
- vallon de lagnet.

La commune dispose de deux stations d'épuration :
- station d'épuration intercommunale de Drap, d'une capacité de 20 000 équivalent-habitants[9] ;
- station d'épuration de Peille, d'une capacité de 2 000 équivalent-habitants[10].

### Voies de communication et transports

#### Voies routières
Rejoindre Peille par l'autoroute A8 ou A-8, dite la Provençale,  Péage de la Turbie (système ouvert) +  57 La Turbie ; puis route départementale 53.

#### Transports en commun
- Transport en Provence-Alpes-Côte d'Azur

Commune desservie par le réseau régional de transports en commun Zou ! . Les collectivités territoriales ont en effet mis en œuvre un « service de transports à la demande » (TAD), réseau régional Zou !.
Liaisons régulières par bus.
Le tramway de Nice et du Littoral arrivait en gare de Peille qui est située dans le quartier de la Grave de Peille à 6,5 km du village.

### Hameaux et lieux-dits
- La Grave de Peille
- Saint-Martin de Peille
- Saint-Siméon
- Virounours

### Communes limitrophes
| L'Escarène        | Touët-de-l'Escarène, Lucéram | Sospel                          |
| Blausasc, Peillon | Peille                       | Castillon, Sainte-Agnès, Gorbio |
| La Trinité        | La Turbie, Beausoleil        | Roquebrune-Cap-Martin           |

## Toponymie
D'après Albert Dauzat et Charles Rostaing, ce toponyme provient du pré-latin *pel-ia : hauteur. La même racine, avec un suffixe diminutif, a donné le nom du village de Peillon.
Le village a pris plusieurs noms au cours de l'histoire. Un Gaucelinus de Pilia apparaît en tant que témoin d'un acte en 1029 selon le cartulaire de Saint-Pons. Son nom deviendra ensuite Peila au XIIe siècle d'après le cartulaire de la cathédrale de Nice. Toujours selon celui-ci, son nom évoluera en Pella (1135) puis en Sancte Marie de Pilea (1136) puis encore castrum de Pillia en 1200. En 1325, le village s'appellera Pilia et quelques décennies plus tard, en 1388, il deviendra la villa de Pella.

### Langues régionales
Son nom était Pelha (graphie classique) ou Peia (graphie mistralienne) en peillasque, dialecte vivaro-alpin. En italien, parlé officiellement jusqu'en 1860, son nom était Peglia.

## Histoire
Les vestiges d'une muraille d'enceinte datant du Néolithique sont présents.
En 972-973, les nobles venus de la partie ouest de la Provence avec l'armée du comte de Provence Guillaume le Libérateur pour chasser les Sarrasins vont se partager la Provence orientale. Le vicomte de Nice du lignage de Mévouillan-Orange, Laugier de Nice et ses successeurs, vont chercher à agrandir leur territoire en prenant le contrôle des communautés rebelles à son pouvoir comme Peille et La Turbie. Pour les contrôler, les vicomtes construisent au XIe siècle des châteaux comme celui de Drap.
L’existence du village médiéval de Peille est attestée sous l'appellation Pilia, Pehla ou Peila par un document écrit datant de 1029, possède alors un territoire immense qui descend du col de Braus jusqu’à la mer.
En 1112, Douce de Provence, héritière du comté de Provence se marie avec Raimond-Béranger III, comte de Barcelone. Ce dernier va essayer de reprendre le contrôle de la Provence orientale. Depuis 1004, aucun comte de Provence n'est venu à Nice. En 1117, il est à Nice où il arbitre un conflit entre l'évêque de Nice et les vicomtes. Le comte Raimond-Bérenger II de Provence meurt en 1166 en venant faire le siège de Nice. Le comte de Provence Raimond-Bérenger III arrive à soumettre le consulat de Nice le 8 juin 1176, en présence de ses frères Sanche et Alphonse II, roi d'Aragon et comte de Provence jusqu'en 1173 (mais qui a continué à intervenir) et signe un accord. Le seul allié du comte de Provence dans sa lutte contre le consulat et le vicomte de Nice est la communauté de Peille qui a réussi à résister à la féodalisation par les vicomtes de Nice.
À cette époque, Peille administre un territoire plus grand. Le 11 janvier 1177, Alphonse Ier ou II, roi d'Aragon, comte de Barcelone, comte de Provence, institue un consulat à Peille avec une juridiction s'étendant sur Peille, Peillon, La Turbie et Monaco. Les évêques de Nice et les abbés de Saint-Pons y ont des droits spirituels et temporels. Les chanoines de Saint-Ruf d'Avignon ont possédé l'église Sainte-Marie du XIIe siècle jusqu'en 1654.
Au XIIe siècle, Peille est doté d'un consulat et est administrée par trois consuls élus. En 1176, cette autonomie est confirmée par le comte de Provence car celle-ci lui a prêté main-forte contre les Niçois. C'est à cette période qu'elle forme, avec Lucéram et Utelle, une confédération républicaine.
En 1179, le comte de Provence contraint la communauté de Peille, dirigée alors par un consulat, à céder ses droits sur le rocher de Monaco à la république de Gênes, qui veut s’emparer du rivage de la Provence orientale. Un siècle plus tard, les Grimaldi s’installent à leur tour définitivement sur ce rocher.
En 1215, une partie de l'aristocratie de la partie orientale de la Provence refuse de reconnaître la suzeraineté du comte de Provence et des consuls de Nice discutent avec la république de Gênes. Le comte de Provence Raimond Bérenger V décide de reprendre le contrôle de la partie orientale du comté avec l'aide de Romée de Villeneuve. Nice fait sa soumission le 9 novembre 1229 en renouvelant l'accord passé en 1176. En prenant le contrôle du Pays de Nice, le comte de Provence a conservé un château dans les villes de Levens, Coaraze, Lucéram et Peille.
Au XIIIe siècle, l'action autoritaire des comtes de Provence comme Charles Ier va faire perdre une partie de ses libertés. Peille devient une simple communauté rurale qui gère ses affaires sous le contrôle du pouvoir comtal. Peille est le chef-lieu d'un petit bailliage avant qu'une réorganisation administrative faite en 1307 par Charles II rattache Peille à la «vicaria comitatus Vintimilli et vallis Lantusce» avec Sospel, Saorge, Breil, Pigna, La Roquette, Lucéram, Belvédère, La Bollène, Lantosque, Utelle, Roquebillière, Saint-Martin, La Tour et Valdeblore.
Peille se sépare de plusieurs de ses bourgs. En 1197, Peille cède ses droits sur Monaco à Gênes, puis Peillon en 1235, Contes, Sainte-Agnès, aux XIIe et XIIIe siècles, L'Escarène en 1520. Blausasc a été détaché de Peille en 1926.
Devenue l'un des trois chefs-lieux du bailliage de la viguerie de Nice au XIVe siècle, elle est rattachée, en 1347, à la viguerie de Vintimille dont le chef-lieu était Sospel.
En 1388, après la dédition de Nice, elle passe sous suzeraineté savoyarde, qui devient en 1720 le royaume de Sardaigne.
En 1326 et 1564, deux quartiers de Peille furent détruits par des tremblements de terre.
Peille qui était indépendante sous les comtes de Savoie a dû céder ses droits pour régler ses dettes qui sont alors importantes. Elle devient une seigneurie en 1621 qui est érigée en comté en 1651 en faveur de Jean-Paul Lascaris fils de Jean-Baptiste Lascaris, gouverneur de la ville de Nice (1647), de la famille Lascaris de Vintimille. Les Lascaris sont restés comtes de Peille jusqu'à la Révolution. Le palais Lascaris a été construit au XVIIe siècle, au bord de la falaise, par les successeurs de Jean-Baptiste Lascaris, co-seigneur de Castellar seigneur de Peille et neveu de Jean-Paul Lascaris (1560-1657), grand maître de l'ordre de Malte. Le septième et dernier comte de Peille est Jean Paul Augustin Lascaris, mort à Vintimille le 29 octobre 1797.
Peille devient française en 1792. Le comté de Nice est réuni à la France le 31 janvier 1793 et prend le nom de département des Alpes-Maritimes. Il retourne au royaume de Piémont-Sardaigne de 1814 à 1860 et revient à la France après le plébiscite de 1860.
Les relations économiques entre Peille et Monaco n’ont jamais vraiment cessé car la Principauté, jusqu’au début du XXe siècle, a besoin de denrées agricoles provenant des campagnes environnantes.
Par ailleurs, la proximité culturelle a laissé des témoignages vivaces : l’église Sainte-Marie de l’Assomption du XIe siècle a reçu au XVIIIe siècle, une somptueuse décoration baroque, dont le retable du maître-autel a été peint par Antoine de Lima, un peintre monégasque.
En 1989, le Prince Rainier III a fait don de l’orgue provenant de la chapelle du Palais princier.
La paroisse de Peille, quant à elle, bien qu’appartenant au diocèse de Nice, est administrée par l’archidiocèse de Monaco. Plus récemment, une stèle honorant le souvenir de la Princesse Grace, qui aimait beaucoup venir se reposer dans les propriétés princières de Roc Agel et de Fontbonne, situées sur le territoire de Peille, est placée dans le jardin entourant la chapelle Saint-Martin.
De nos jours, la commune de Peille constitue pour la Principauté, outre un rappel de ses origines, un poumon vert indispensable, un lieu d’exercice sportif et de détente qui permet aux Monégasques de s’échapper d’une architecture verticale et futuriste, pour retrouver l’authenticité des vieilles pierres médiévales et d’une nature sauvage.
Le 3 avril 2019, le prince Albert II et la princesse Charlène, avant d’être faits citoyens d’honneur de Peille, ont dévoilé une plaque signalétique d’appartenance au réseau des Sites historiques Grimaldi de Monaco.

## Politique et administration

### Budget et fiscalité 2020

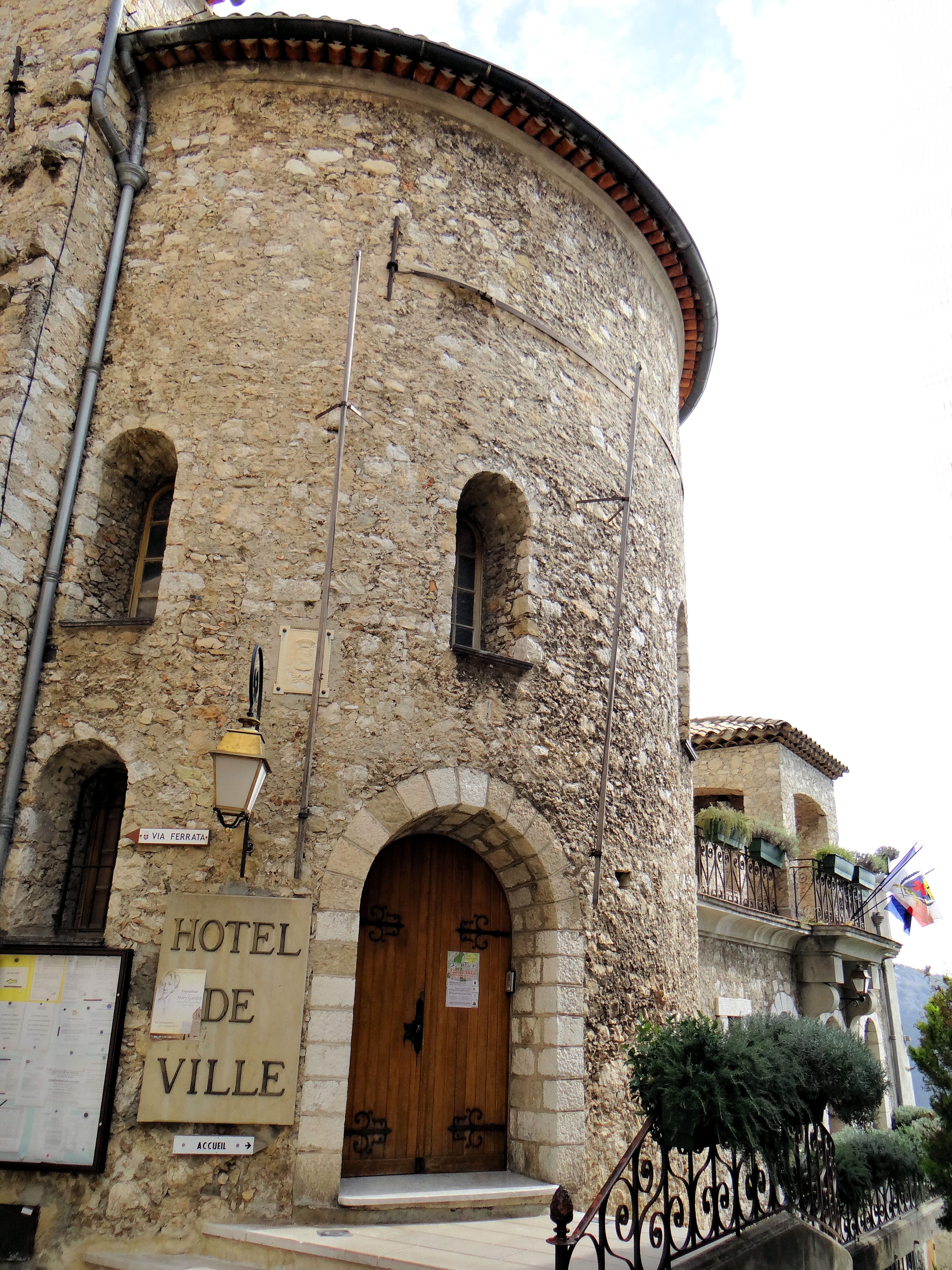
L'hôtel de ville et le chevet de l'ancienne chapelle Saint-Sébastien des pénitents noirs.

En 2019, le budget de la commune était constitué ainsi :
- total des produits de fonctionnement : 2 955 000 €, soit 1 234 € par habitant ;
- total des charges de fonctionnement : 2 962 000 €, soit 1 237 € par habitant ;
- total des ressources d'investissement : 927 000 €, soit 387 € par habitant ;
- total des emplois d'investissement : 1 170 000 €, soit 488 € par habitant ;
- endettement : 726 000 €, soit 303 € par habitant.

Avec les taux de fiscalité suivants :
- taxe d'habitation : 13,84 % ;
- taxe foncière sur les propriétés bâties : 9,99 % ;
- taxe foncière sur les propriétés non bâties : 23,00 % ;
- taxe additionnelle à la taxe foncière sur les propriétés non bâties : 0,00 % ;
- cotisation foncière des entreprises : 0,00 %.

Chiffres clés Revenus et pauvreté des ménages en 2018 : médiane en 2018 du revenu disponible, par unité de consommation : 22 740 €.

## Urbanisme

### Typologie
Au 1er janvier 2024, Peille est catégorisée commune rurale à habitat dispersé, selon la nouvelle grille communale de densité à 7 niveaux définie par l'Insee en 2022.
Elle est située hors unité urbaine. Par ailleurs la commune fait partie de l'aire d'attraction de Nice, dont elle est une commune de la couronne,. Cette aire, qui regroupe 100 communes, est catégorisée dans les aires de 200 000 à moins de 700 000 habitants,.

### Occupation des sols
L'occupation des sols de la commune, telle qu'elle ressort de la base de données européenne d’occupation biophysique des sols Corine Land Cover (CLC), est marquée par l'importance des forêts et milieux semi-naturels (90 % en 2018), en diminution par rapport à 1990 (95,9 %). La répartition détaillée en 2018 est la suivante : 
forêts (48,6 %), milieux à végétation arbustive et/ou herbacée (41,4 %), zones urbanisées (3,6 %), cultures permanentes (1,9 %), zones industrielles ou commerciales et réseaux de communication (1,3 %), zones agricoles hétérogènes (1,3 %), espaces verts artificialisés, non agricoles (1,1 %), prairies (0,6 %), mines, décharges et chantiers (0,3 %).
L'évolution de l’occupation des sols de la commune et de ses infrastructures peut être observée sur les différentes représentations cartographiques du territoire : la carte de Cassini (XVIIIe siècle), la carte d'état-major (1820-1866) et les cartes ou photos aériennes de l'IGN pour la période actuelle (1950 à aujourd'hui).

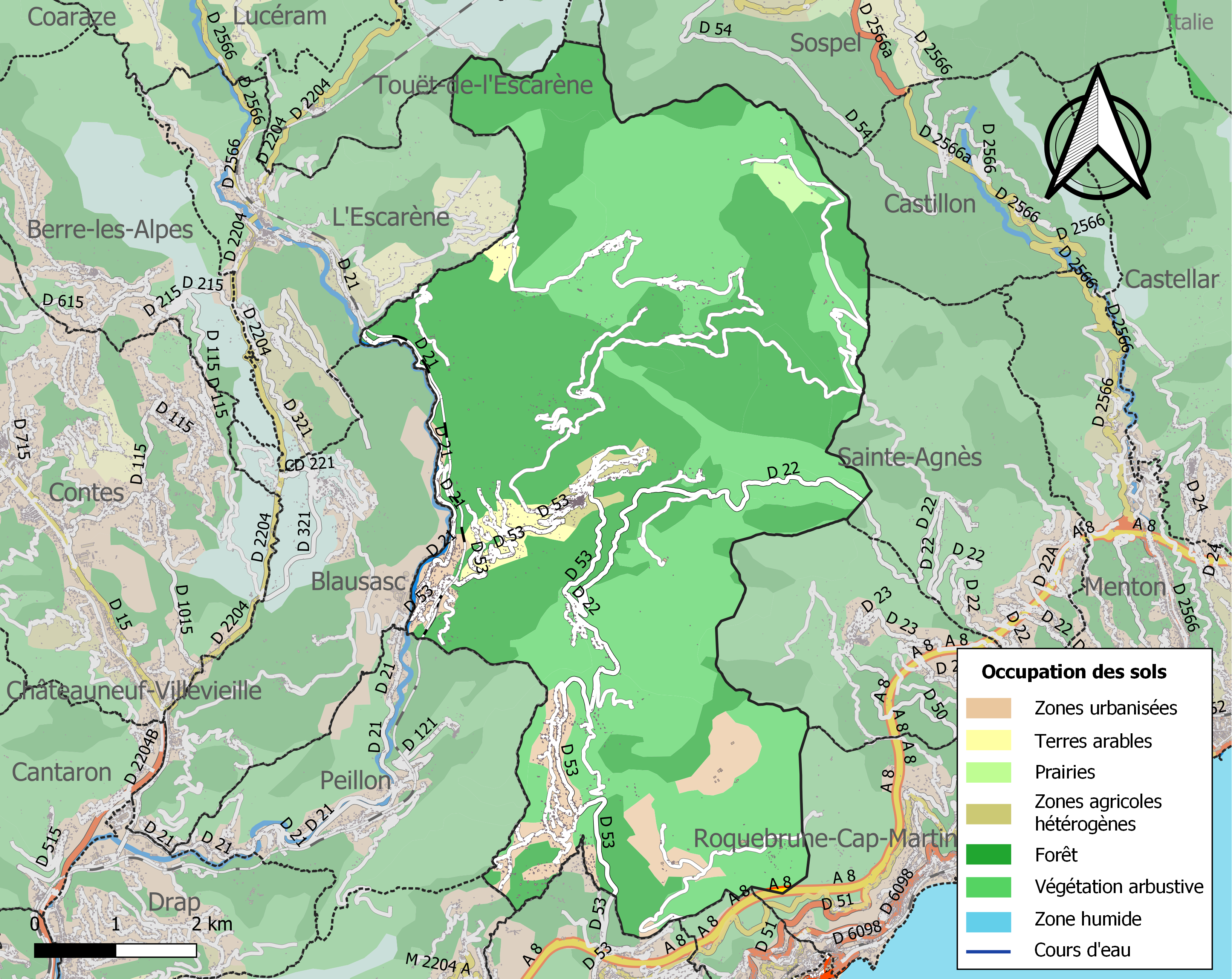
Carte de l'occupation des sols de la commune en 2018 (CLC).

### Urbanisme etPlan de prévention des risques
La commune de Peille est soumise au Règlement national d'urbanisme,.

### Intercommunalité
Peille quitte la communauté d'agglomération de la Riviera française le 20 septembre 2009, avant de rejoindre la communauté de communes du pays des Paillons le 1er avril 2010.

## Population et société

### Démographie

#### Évolution démographique
Ses habitants sont appelés les Peillois ou les Peillasques.
L'évolution du nombre d'habitants est connue à travers les recensements de la population effectués dans la commune depuis 1793. Pour les communes de moins de 10 000 habitants, une enquête de recensement portant sur toute la population est réalisée tous les cinq ans, les populations de référence des années intermédiaires étant quant à elles estimées par interpolation ou extrapolation. Pour la commune, le premier recensement exhaustif entrant dans le cadre du nouveau dispositif a été réalisé en 2007.

En 2022, la commune comptait 2 205 habitants, en évolution de −6,77 % par rapport à 2016 (Alpes-Maritimes : +2,85 %, France hors Mayotte : +2,11 %).
| 1793  | 1800  | 1806  | 1822  | 1838  | 1848  | 1858  | 1861  | 1866  |
| ----- | ----- | ----- | ----- | ----- | ----- | ----- | ----- | ----- |
| 1 039 | 1 460 | 1 160 | 1 379 | 1 597 | 1 681 | 1 853 | 1 825 | 1 697 |

| 1872  | 1876  | 1881  | 1886  | 1891  | 1896  | 1901  | 1906  | 1911  |
| ----- | ----- | ----- | ----- | ----- | ----- | ----- | ----- | ----- |
| 1 640 | 1 580 | 1 632 | 1 591 | 1 845 | 1 841 | 1 691 | 1 710 | 1 759 |

| 1921  | 1926 | 1931  | 1936  | 1946 | 1954 | 1962 | 1968  | 1975  |
| ----- | ---- | ----- | ----- | ---- | ---- | ---- | ----- | ----- |
| 1 257 | 944  | 1 051 | 1 091 | 754  | 888  | 976  | 1 253 | 1 291 |

| 1982  | 1990  | 1999  | 2006  | 2007  | 2012  | 2017  | 2022  | - |
| ----- | ----- | ----- | ----- | ----- | ----- | ----- | ----- | - |
| 1 622 | 1 836 | 2 045 | 2 243 | 2 271 | 2 317 | 2 376 | 2 205 | - |

### Enseignement
Établissements d'enseignements :
- Écoles maternelle[45] et primaire[46],
- Collèges à l'Escarène et Contes,
- Lycées à Monte-Carlo (Monaco), Drap, Menton.

### Santé
Professionnels et établissements de santé :
- Médecins à Peille, Peillon, l'Escarène, La Turbie,
- Pharmacies à Blausasc, L'Escarène, La Turbie,
- Hôpitaux à Menton, Cap-d'Ail, Sospel,
- Centre hospitalier universitaire de Nice,
- Centre de rééducation cardio-respiratoire à Gorbio.

### Cultes
- Culte catholique, Paroisse du Saint Esprit, confiée pastoralement par convention à l’archidiocèse de Monaco[48].

### Manifestations culturelles et festivités
Pour permettre l'organisation des manifestations la commune dispose de 3 lieux :
- Salle des fêtes de la Grave de Peille,
- Salle du Palais Lascaris,
- Salle du foyer rural.

## Économie
Saint-Martin est le quartier résidentiel de Peille en cours d’expansion à 6 km du village et 700 mètres d'altitude, le long de la route conduisant à La Turbie située à 3,7 km et à 10 kilomètres de Monaco.

### Agriculture
- Chapelle, moulin à huile, puis coopérative agricole (coopérative oléicole)[51].

### Tourisme
- Restaurants[52].
- Chambres d'hôtes et gîtes ruraux.
- Hôtel du Mont-Baudon[53].
- Peille accueille le Monte-Carlo Golf Club, le golf de la principauté de Monaco. À 900 mètres d'altitude, il est situé devant le mont Agel, étant l'un des rares à proposer une vue sur la mer et la montagne. Il est inauguré en 1911 par le joueur Willie Park, Jr.. Le complexe est réaménagé en 1983 et mesure de nos jours 6004 mètres. Entre 1984 et 1993, il est le site d'une épreuve du Circuit européen[54].

### Entreprises et commerces
Depuis 1922, la Grave de Peille est un lieu industriel avec l'une des plus grandes usines de ciments de France exploitée par l'entreprise Vicat.

## Culture et patrimoine

### Lieux et monuments
Patrimoine religieux :

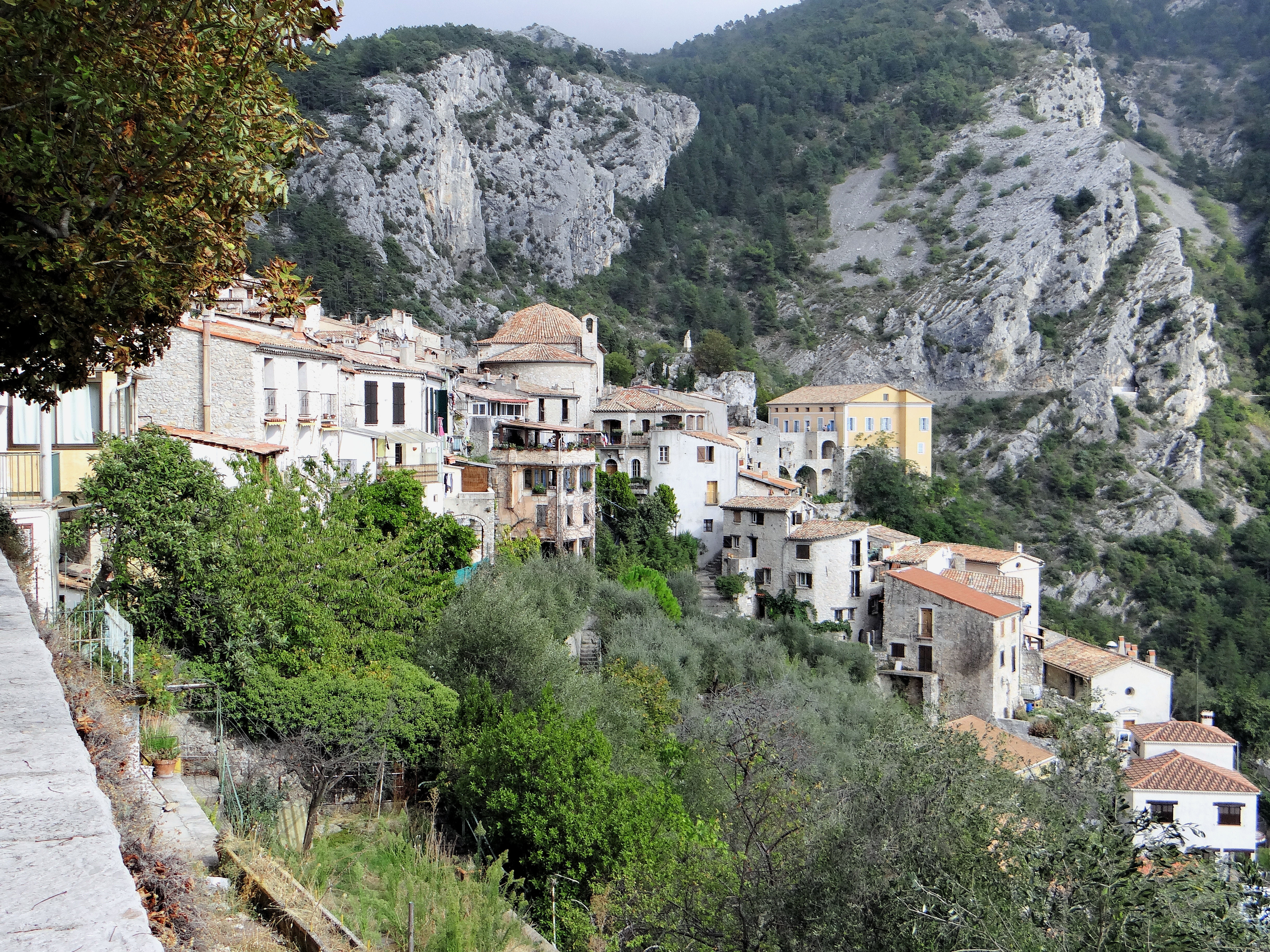
Le village vu de la chapelle Saint-Roch, avec la chapelle Saint-Sébastien (hôtel de ville), le monument aux morts et le palais Lascaris, à droite, au bord de la falaise.

- L’église Sainte-Marie[56],[57], des XIIe et XIIIe siècles, au clocher roman, est formée de deux chapelles accolées : l’une, à droite, voûtée en plein cintre ; l’autre, à gauche, sur croisée d’ogives. En entrant, un autel appuyé au mur, à gauche, est décoré d’un retable (XVIe siècle) ; un tableau, à droite, montre Peille tel qu’il était au Moyen Âge. Le cadran solaire a été rénové en 2008 grâce à deux mécènes monégasques[58]. Les cloches[59] sont de 1668[60], 1716[61] et 1730[62].
- Sur la place André-Laugier et la place du Mont-Agel, ancienne place Lascaris, se trouve le palais du Juge Mage, appelé aussi palais des Consuls où on rendait la justice. Sa façade principale, sur la place André-Laugier, permet de le dater entre la fin du XIIIe siècle et le début du XIVe siècle. On peut voir ses deux portes, une en plein cintre, l'autre de style ogival. Au-dessus se trouvent des fenêtres géminées avec colonnettes. Une autre façade se trouve sur la place du Mont-Agel.
- On peut voir sur la place du Mont-Agel une fontaine classée ainsi qu'une maison à loggia donnant passage à la rue Lascaris menant au palais Lascaris et au monument aux morts[63].

Le palais Lascaris a été construit au XVIIe siècle, au bord de la falaise, par la famille Lascaris devenue en 1651 comtes de Peille.
- Chapelles :
  - Rue Saint-Joseph se trouve la chapelle Saint-Joseph, ancienne chapelle des Pénitents blancs, datant de 1722. Elle possède un clocher et est décorée de staff polychrome, de deux tableaux représentant la Nativité et la décapitation de saint Jean-Baptiste et d'un bénitier taillé dans un chapiteau roman.
  - La chapelle Saint-Sébastien[65] est située au milieu du village, place Saint-Sébastien[66]. C'est l'ancienne chapelle des Pénitents noirs. Elle a été commencée au XIIIe siècle. Elle est coiffée d'un curieux toit en rotonde. Abandonnée, elle a été terminée au XIXe siècle pour être transformée en hôtel de ville.
  - La chapelle Notre-Dame-de-la-Colette[67].
  - La chapelle Saint-Roch est à l'entrée ouest du village[68].
  - La chapelle Saint-Antoine[69], sur la place Carnot, un temps utilisée en tant qu'entrepôt municipal, puis transformée en poste de police avant de devenir un local pour la boulangerie du village. Le lieu a été récemment réhabilité avec la suppression de la façade de la boulangerie.
  - La chapelle Saint-Siméon construite en 1229 par les moines de Saint Pons de Nice est sur le chemin allant du hameau de Virounours à celui de Saint Siméon[70].
  - La chapelle Saint-Jean-Baptiste[71], ruinée, au quartier d'Ongrand Supérieur.
  - La chapelle Saint-Martin[72].
  - La chapelle Saint-Siméon[73].Chapelle Saint-Antoine dans le village de Peille
- Monuments commémoratifs :
  - Monument aux morts[74],
  - Plaques commémoratives[75],[76].

Architecture militaire :

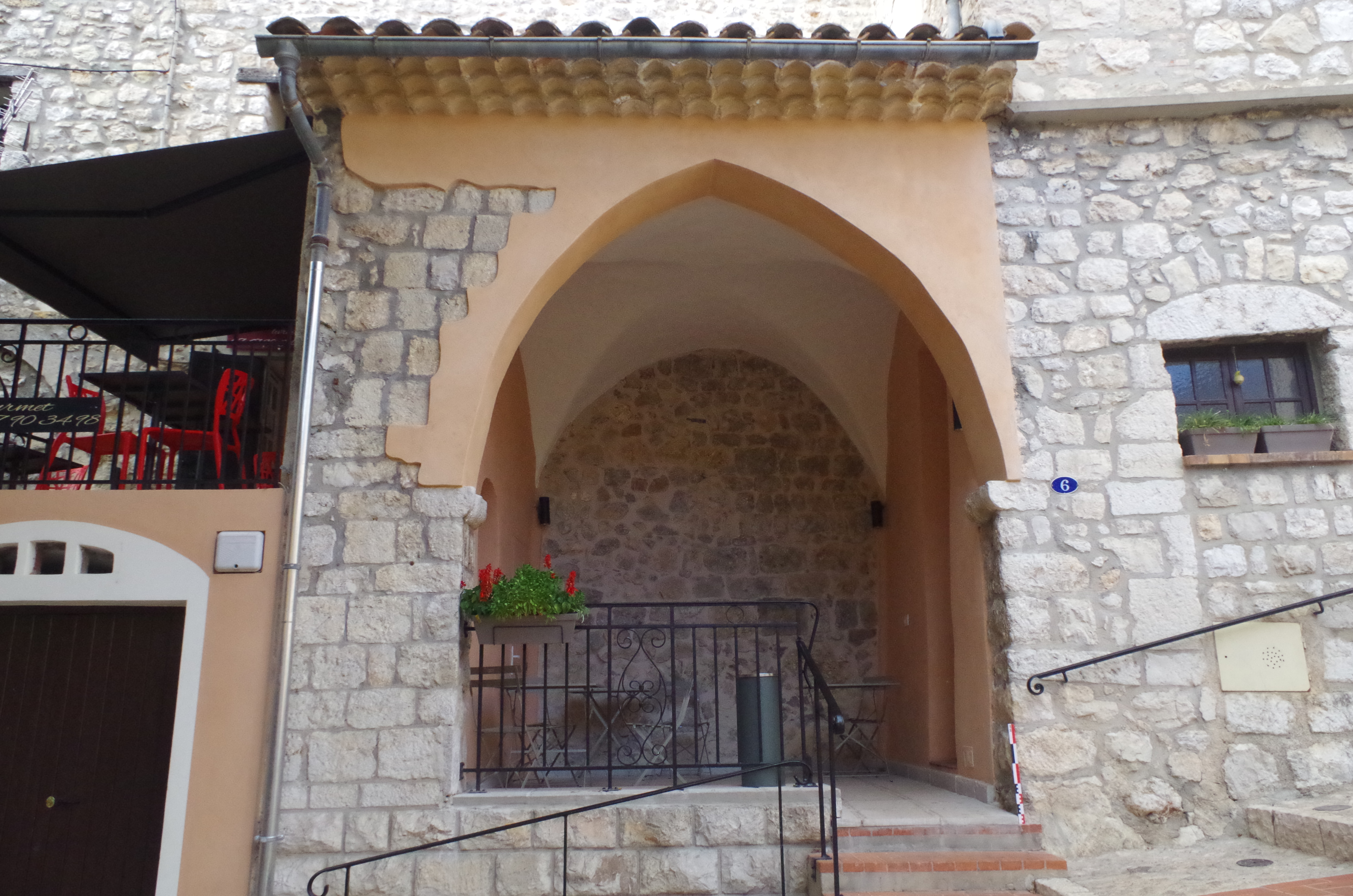
Chapelle Saint-Antoine dans le village de Peille

- Un fort Séré de Rivières et un ouvrage de la ligne Maginot : l'ouvrage du Mont-Agel.
- Blockhaus[77] du secteur fortifié frontalier dit casemate de l'Avellan, dit batterie de l'Avellan sud[78].
- Ouvrage d'infanterie du secteur fortifié frontalier dit ouvrage du Col des Banquettes[79].
- Magasin de munitions dit dépôt de munitions du Farguet[80].
- Maison cantonnière et poste défensif du Col de Segra[81].
- Ouvrage d'infanterie dit poste du Mont Ours[82].

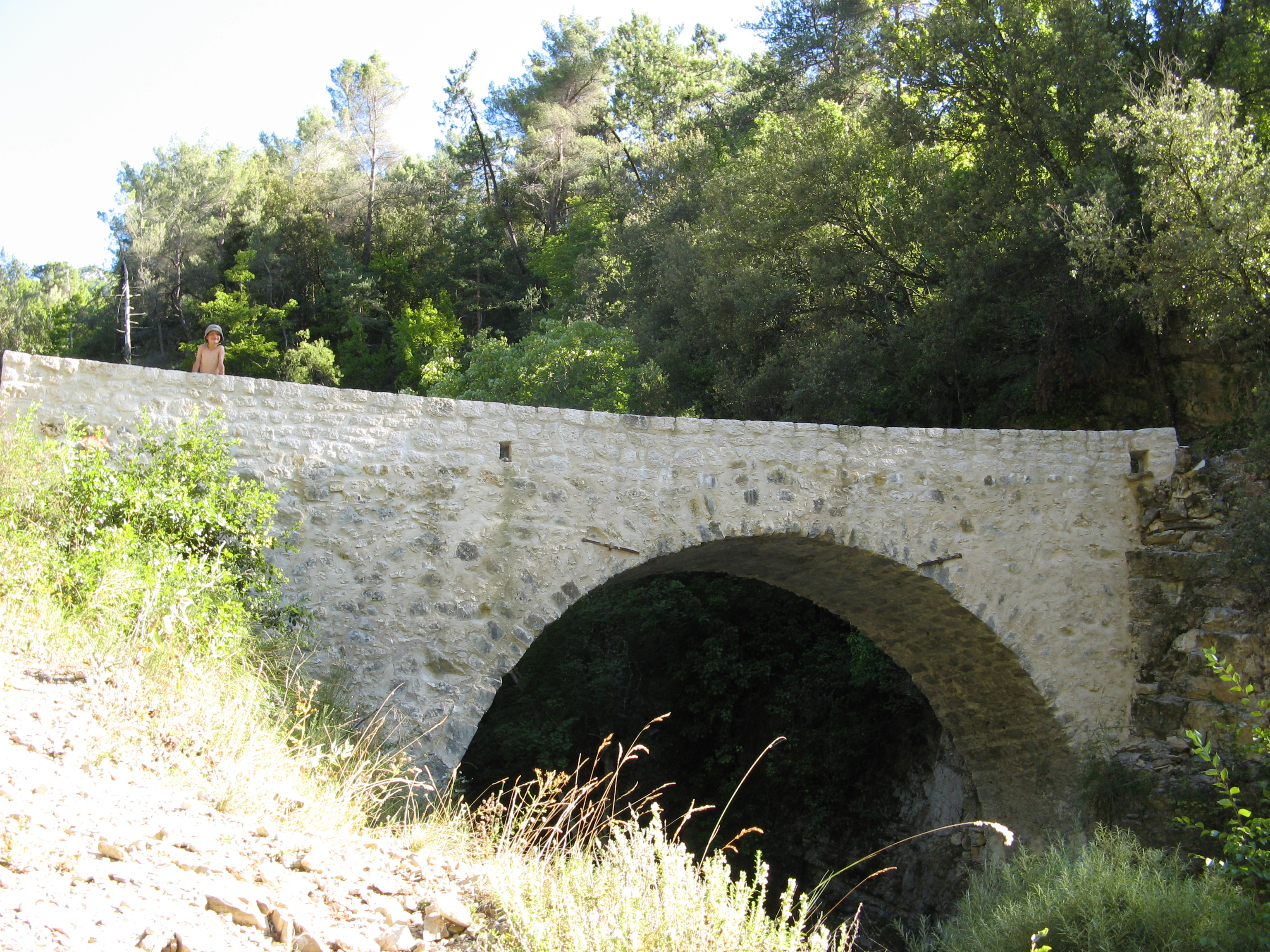
Pont romain au-dessus du ruisseau de Gazouil situé au hameau de Virounours.

Autres éléments :
- Le col de la Madone[83] : équipé d'une via ferrata, « L’Escale »[84] (difficile).
- Le pont romain de Virounours au-dessus ruisseau de Gazouil[85].
- Fontaines et lavoirs :
  - Lavoir place de la République[86].
  - Fontaine gothique et lavoir place du Mont Angel.
- Près de la place de la Colle-Inférieure se trouve un petit musée des Arts et Traditions populaires.
- Une grotte préhistorique : la grotte des Grimaldi, dont les fouilles ont été organisées par le musée d’anthropologie de Monaco et qui a mis au jour une quantité importante de matériel, est située à flanc de montagne, au sud du village[87].
- Le site du castel d'Ongrand[88].
- Le centre émetteur de Fontbonne : un émetteur de RMC.
- Gibet de Peille[89].

### Héraldique, logotype et devise
| Blason de Peille | Blason  | D'argent à la croix pattée et alésée de gueules. DeviseVivere liberi aut mori (Vivre libre ou mourir).                                               |
| Blason de Peille | Détails | Sur les panneaux d'information, à Peille, les armoiries sont : D'azur à la croix pattée de gueules. Le statut officiel du blason reste à déterminer. |

## Personnalités liées à la commune
- Le prince Albert II de Monaco possède une propriété et une ferme sur les hauteurs de Rocagel[91],[92]. La famille princière de Monaco y vient régulièrement notamment pour des raisons historiques.
- Mary Garden, soprano américaine (née écossaise) (1874-1967), offrit à la commune dans les années 1920 la somme nécessaire à l'édification du monument aux morts de la guerre 14-18. Mary Garden, qui rendait régulièrement visite à Peille, fut ensuite faite citoyenne d'honneur de la commune, son nom a été donné à la place où se dresse le monument et plus tard à l'école de musique du village.
- Léo Ferré aimait séjourner dans ce vieux village, il a écrit une chanson-hommage, « Peille », où il évoque ses souvenirs du village, notamment le restaurant "Chez Cauvin" qui est toujours actif. Un clip y a été tourné avec Eros Ramazzotti et Tina Turner en 1997.
- Georges Viscardy, astronome amateur, anima longtemps l'observatoire proche de Saint Martin de Peille.
- Ange-Marie Miniconi, résistant français, y fut instituteur de 1934 à 1942, avec son épouse Claire institutrice aussi, avant d'être muté à Cannes où il dirigea, sous le nom de Commandant Jean-Marie, un important réseau durant la Seconde Guerre mondiale.
- Joséphine Della Sale, Sœur Thomasine en religion. Le 29 juin 2015, l’Institut Yad Vashem lui a décerné le titre de Juste parmi les Nations.